# Hrabstwo Pettis
Hrabstwo Pettis (ang. Pettis County) – hrabstwo w stanie Missouri w Stanach Zjednoczonych.
Obszar całkowity hrabstwa obejmuje powierzchnię 686.34 mil2 (1 778 km²). Według danych z 2010 r. hrabstwo miało 42 201 mieszkańców. Hrabstwo powstało w 1833.

## Sąsiednie hrabstwa
- Hrabstwo Saline (północ)
- Hrabstwo Cooper (wschód)
- Hrabstwo Morgan (południowy wschód)
- Hrabstwo Benton (południe)
- Hrabstwo Henry (południowy zachód)
- Hrabstwo Johnson (zachód)
- Hrabstwo Lafayette (północny zachód)

## Miasta
- Green Ridge
- Houstonia
- La Monte
- Sedalia
- Smithton

## Wioski
- Hughesville